# Huh
| C11 |

| C11 |

Huh (znany także jako Heh, Hah, Huauh, Hehu; steg. Ḥḥw) – egipskie bóstwo męskie wyobrażane w postaci żaby, uosabiające nieskończoność, wchodzące w skład hermopolitańskiej Ogdoady.
Uosabiał nieskończoność: utożsamiany z Szu, dźwigający na rękach niebo; z gałązką palmową symbolizuje rachubę roczną i wskazuje niezliczone, szczęśliwe lata królewskiego panowania. Jako ucieleśnienie mnogości i liczebności, bóg ten rzadko objawiał się indywidualnie, najczęściej tworzył grupę z innym Huh. Jego wyobrażeniem zapisywano liczbę milion symbolizującą zarazem totalną mnogość.